# ウェルシュ・ラビット
ウェルシュ・ラビット（英語: Welsh rarebit）はイギリス料理の一種。トーストに温かいチーズソースをかけた料理である。
古くはWelsh rabbitと綴っていた。日本語のカタカナ表記としてはウェルシュ・レアビットとすることもある。

## 概要
古くはWelsh rabbitと綴られていたが、rabbit=ウサギの肉は使用されない。見た目がウサギに近いわけでもなく、名前の由来は不明である。発祥もはっきりしないが、1725年の文献に登場するのが最も古い記録であり、1500年頃から作られていたと考えられている。
また、発祥がウェールズという確証もなく、かつてイングランド人がウェールズ人を揶揄する意味で、低品質の贋真珠を「ウェルシュ・パール」と呼んだように、チーズトーストを「贋物のウサギ肉」=ウェルシュ・ラビットと呼んだとする説もある。
チーズ、バター、ビール（エール）、卵黄、ウスターソースを混ぜてソースを作り、パンに乗せて焼く。チーズにはチェダーチーズが推奨されることが多いが、ランカシャーチーズのほうが美味しいとする意見もある。
2017年3月22日には駐日英国大使館と英国政府観光庁の共催で、「不思議の国 ウェールズ ウェルシュ・レアビット プロモーションイベント」が開催された。

## バリエーション

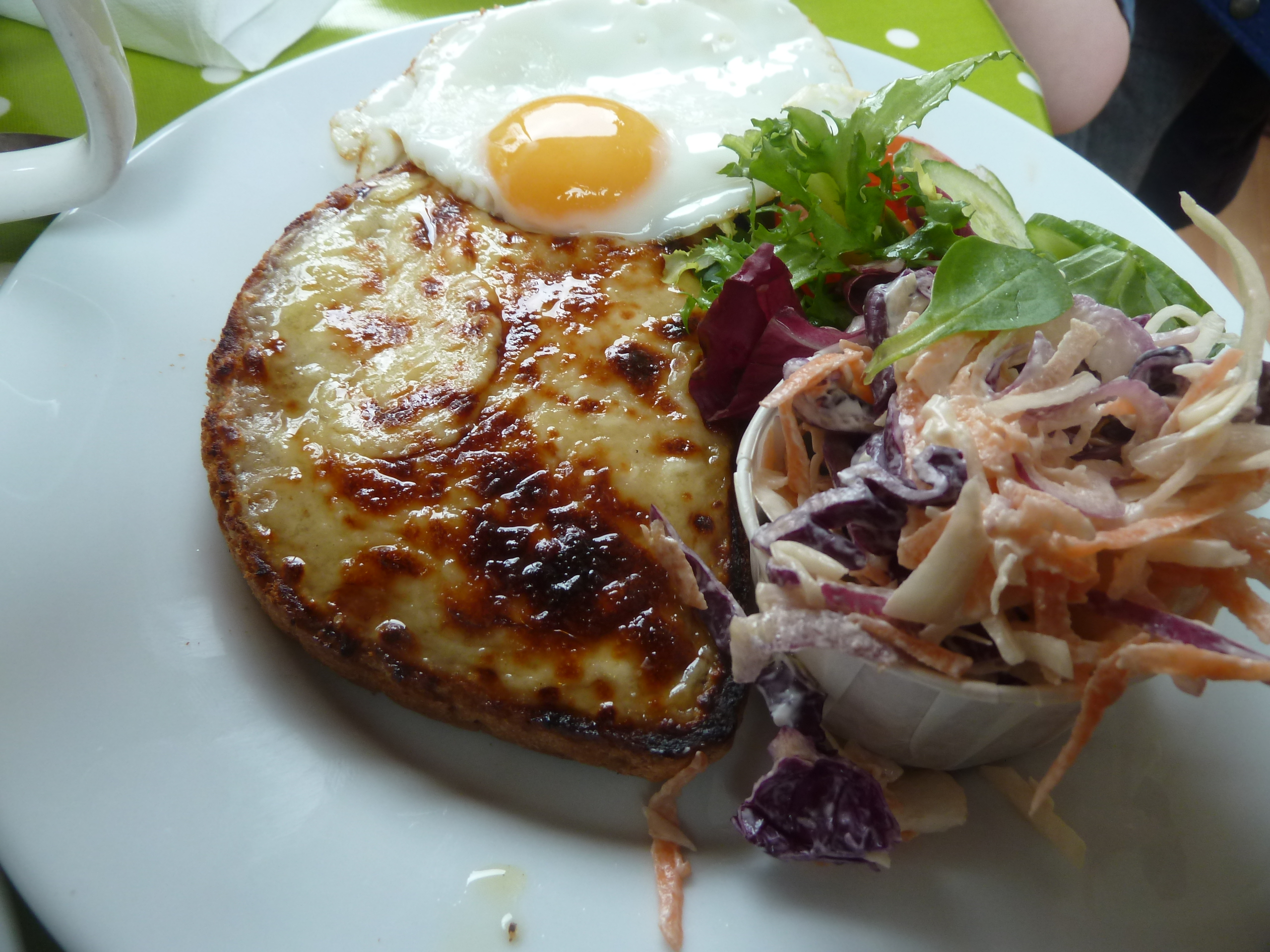
バック・ラビットの例

バック・ラビット (Buck rarebit）
ウェルシュ・ラビットに目玉焼きを乗せる。ゴールデン・バック(Golden buck）とも呼ばれる。
ハナー・グラス著の料理本「The Art of Cookery Made Plain and Easy」記載のバリエーション
スコッチ・ラビット (Scotch rabbit）
両面をトーストしたパンに、パンより大きいサイズのスライスチーズを加熱して乗せる。
イングリッシュ・ラビット (English rabbit）
両面をトーストしたパンを赤ワインに浸す。薄く切ったチーズを何枚もパンの上に置き、加熱して焦げ目をつける。
ブラシング・バニー (blushing bunny）
ウェルシュ・ラビットにトマトスープ、トマトジュースを添えたもの。
ホットブラウン
アメリカ料理。

## 文化の中のウェルシュ・ラビット
- ミイラとの論争（英語版） - エドガー・アラン・ポーの小説。主人公の大好物としてウェルシュ・ラビットが挙げられている。
- 赤信号（The Red Signal） - アガサ・クリスティの短編推理小説。チーズ好きの登場人物の1人が「最近はウェルシュ・ラビットも断っている」旨の台詞を口にする。
- チーズトーストの悪夢（英語版） - ウィンザー・マッケイのコミック・ストリップ。寝る前にウェルシュ・ラビットを食べたさまざまな登場人物が見る夢を題材にしている。
- ゴスフォード・パーク - 2001年製作のイギリス映画。貴族の晩餐会のシーンでウェルシュ・ラビットが提供されている[2]。